# Ministério da Ciência, Tecnologia e Inovação
O Ministério da Ciência, Tecnologia e Inovação (MCTI) pertence à administração direta do governo federal do Brasil, sendo responsável pela formulação e implementação da Política Nacional de Ciência e Tecnologia.

## História
Foi criado como Ministério da Ciência e Tecnologia (MCT) durante o governo José Sarney em 15 de março de 1985, pelo decreto nº 91.146, como órgão central do sistema federal de ciência e tecnologia. O surgimento desse novo ministério, além de expressar a importância política desse segmento, atendeu a um antigo anseio da comunidade científica e tecnológica nacional.

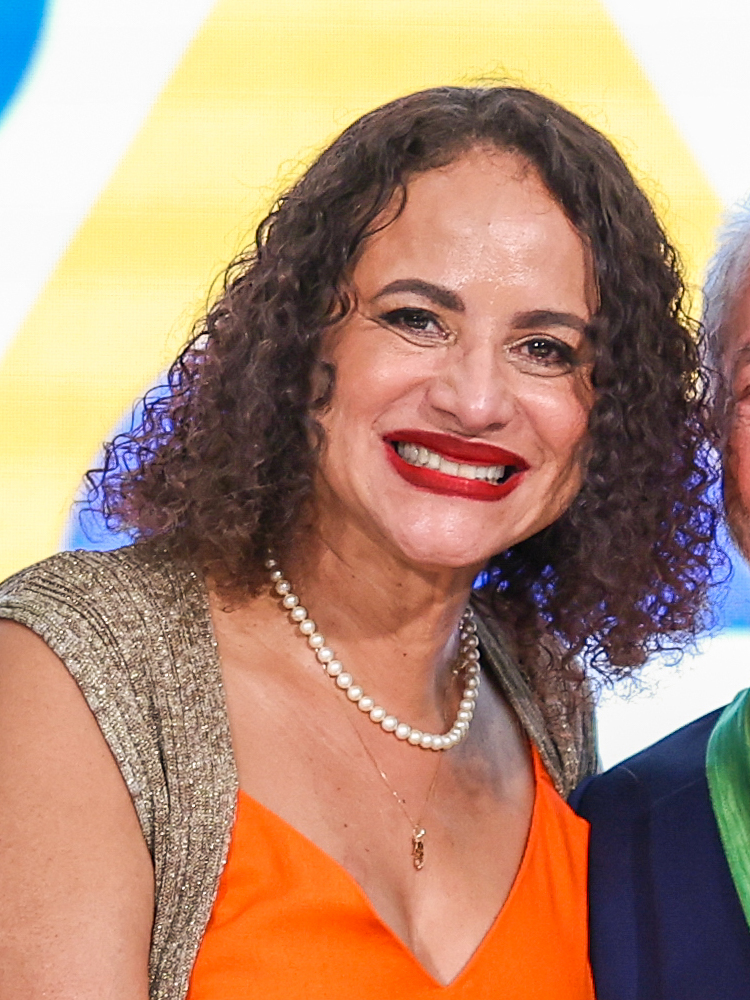
Luciana Santos, atual Ministra de Estado da Ciência, Tecnologia e Inovação

Durante o período de 29 de março de 1989 a 29 de novembro de 1989, o MCT foi incorporado pelo Ministério do Desenvolvimento da Indústria e Comércio. Ao final deste período, foi separado e se tornou Secretaria Especial da Ciência e Tecnologia, com status de ministério, mantendo seu ocupante. Em 1990, foi renomeada para Secretaria da Ciência e Tecnologia, desta vez ligada à presidência da república, do então presidente Fernando Collor de Mello. Em 1992, o presidente Itamar Franco retirou a secretaria da Presidência da República e recriou o ministério com o nome original.
Em 2011, com a Medida Provisória nº 541, o MCT foi renomeado para Ministério da Ciência, Tecnologia e Inovação (MCTI).
Em 12 de maio de 2016, com a Medida Provisória nº 726, convertida na Lei nº 13.341, de 29 de setembro de 2016, extinguiu-se o Ministério das Comunicações e transformou o MCTI em Ministério da Ciência, Tecnologia, Inovações e Comunicações (MCTIC).
Em 10 de junho de 2020, o ex-presidente Jair Bolsonaro anunciou que decidiu recriar o Ministério das Comunicações, separando-o do MCTIC, com Fábio Faria no cargo de ministro.

## Estrutura

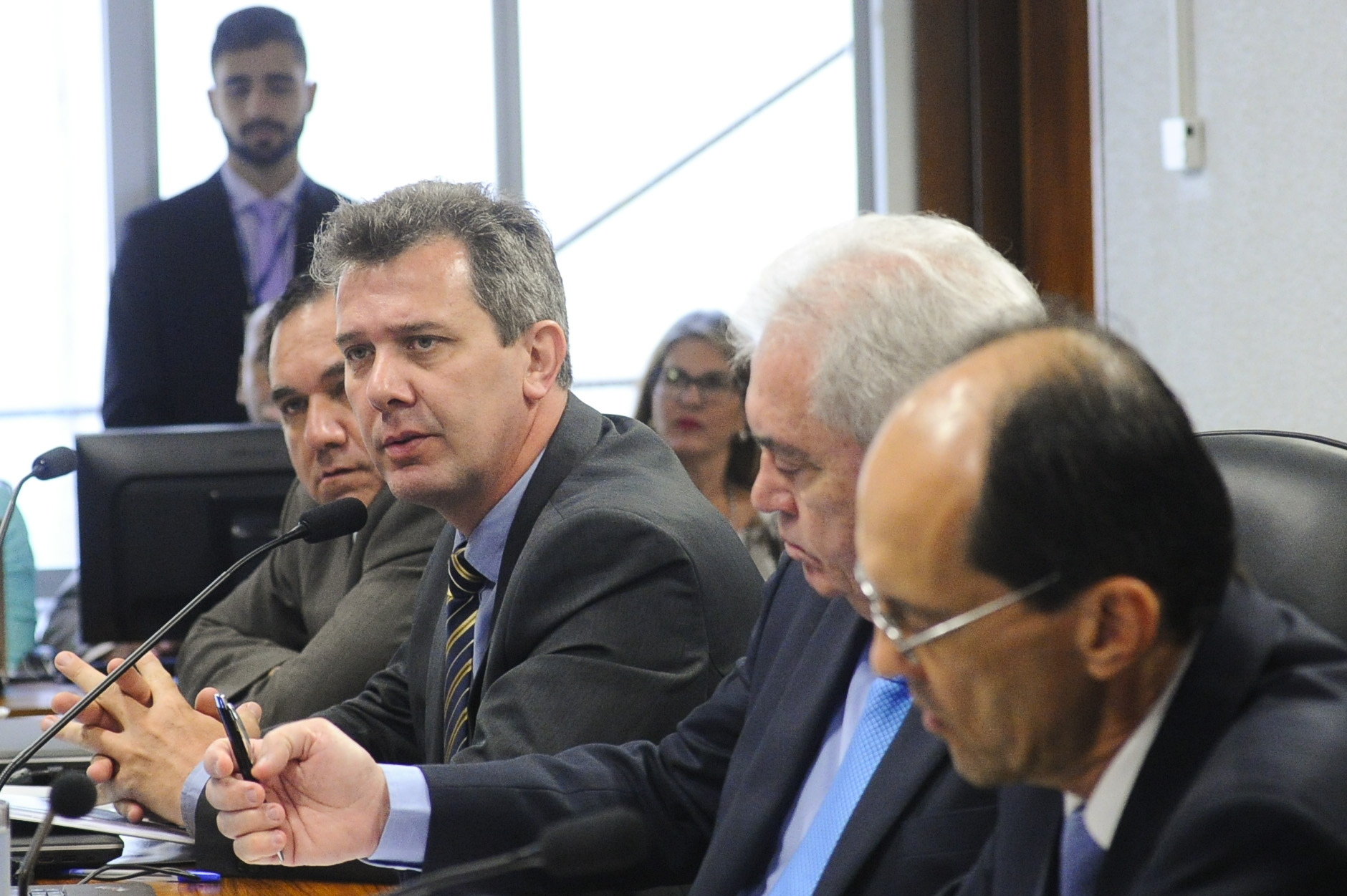
9.ª reunião extraordinária da Comissão de Ciência, Tecnologia, Inovação, Comunicação e Informática, em 10/05/2017, tendo seu presidente, o Senador Otto Alencar, ladeado pelos Secretários do MCTIC Maximiliano Martinhão (ao microfone) e Alvaro Prata.

Sua área de competência abriga o patrimônio científico e tecnológico e seu desenvolvimento, a política de cooperação e intercâmbio concernente a esse patrimônio, a definição da Política Nacional de Ciência e Tecnologia, a coordenação de políticas setoriais, a política nacional de pesquisa, desenvolvimento, produção e aplicação de novos materiais e serviços de alta tecnologia.

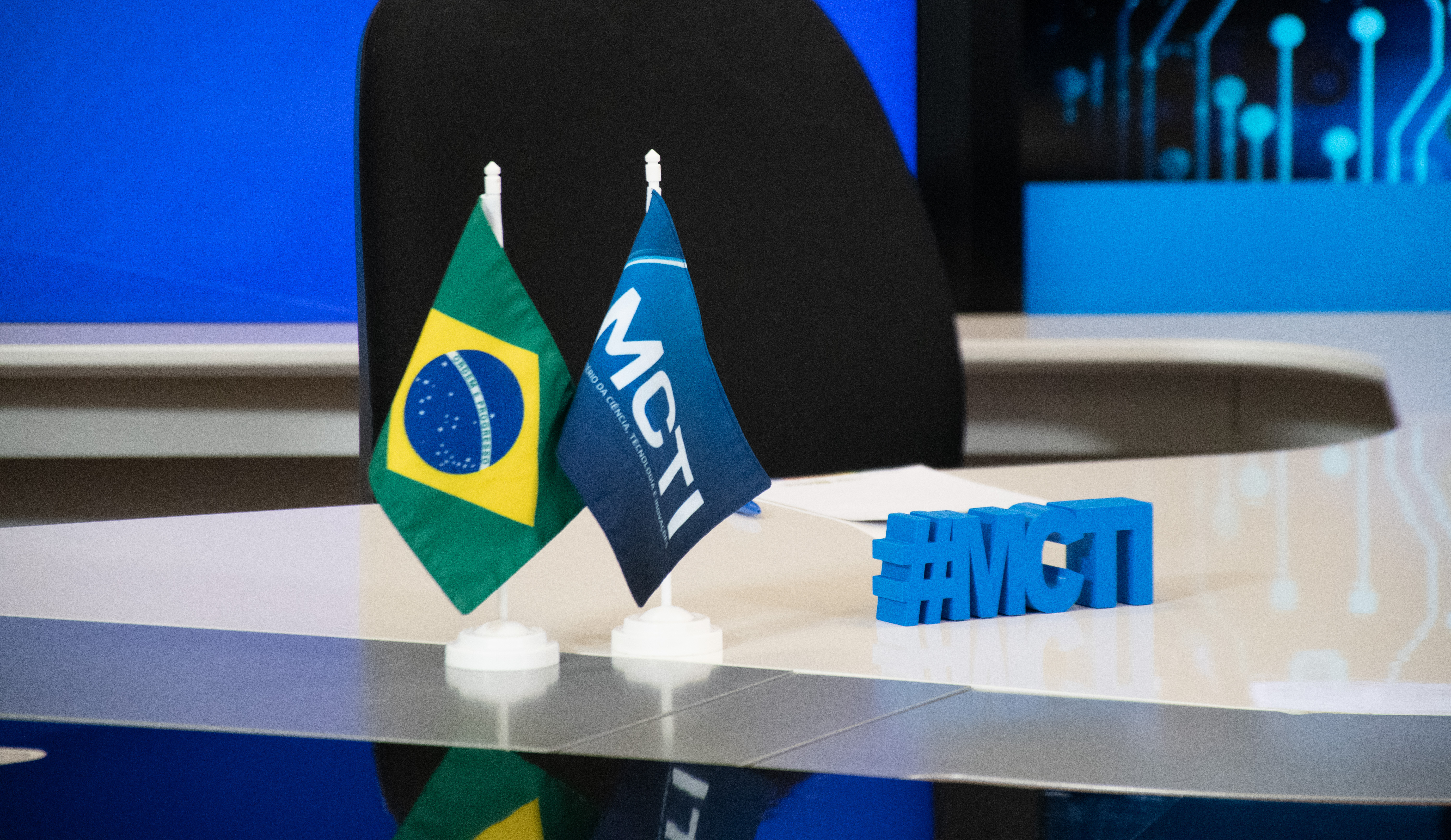
Bandeira do MCTI com a bandeira nacional do Brasil

Além da Secretaria Executiva, o ministério possui quatro secretarias, denominadas finalísticas:  Secretaria de Políticas e Programas Estratégicos (SEPPE), Secretaria de Ciência e Tecnologia para o Desenvolvimento Social (SEDES), Secretaria de Desenvolvimento Tecnológico e Inovação (SETEC) e Secretaria de Ciência e Tecnologia para Transformação Digital (SETAD). Estão vinculadas ao MCTI trinta e três instituições que desenvolvem pesquisa nas mais diversas áreas do conhecimento, com suas missões voltadas aos interesses do desenvolvimento nacional.
No contexto do Sistema Nacional de Ciência, Tecnologia e Inovação (SNCTI), o MCTI relaciona-se com órgãos das estruturas federal, estadual, distrital e municipal, bem como com as comissões legislativas que tratam do tema, como a Comissão de Ciência, Tecnologia, Inovação, Comunicação e Informática do Senado Federal do Brasil.
Conforme o decreto nº 9.677, de 2 de janeiro de 2019 ficou definido como competências as seguintes áreas: política nacional de telecomunicações; política nacional de radiodifusão; serviços postais, telecomunicações e radiodifusão; políticas nacionais de pesquisa científica e tecnológica e de incentivo à inovação; planejamento, coordenação, supervisão e controle das atividades de ciência, tecnologia e inovação; política de desenvolvimento de informática e automação;
política nacional de biossegurança; política espacial; política nuclear; controle da exportação de bens e serviços sensíveis; e articulação com os Governos dos Estados, do Distrito Federal e dos Municípios, com a sociedade civil e com órgãos do Governo federal para estabelecimento de diretrizes para as políticas nacionais de ciência, tecnologia e inovação.

## Conselho Nacional de Ciência e Tecnologia

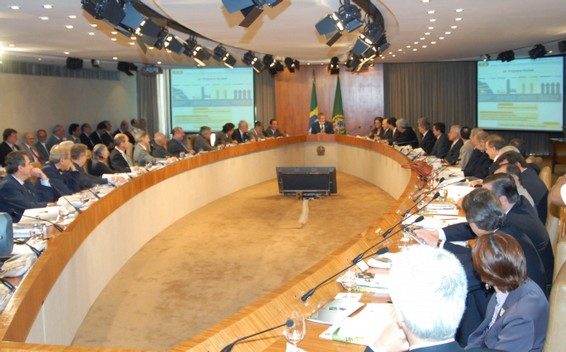
O presidente Luiz Inácio Lula da Silva fala na abertura da reunião de 3 de outubro de 2007 do Conselho Nacional de Ciência e Tecnologia para discutir plano de ação do setor.

Segundo a Lei nº 9.257, de 9 de janeiro de 1996, o Conselho Nacional de Ciência e Tecnologia (CCT) é "órgão de assessoramento superior do Presidente da República para a formulação e implementação da política nacional de desenvolvimento científico e tecnológico" e a secretaria do conselho é exercida pelo Ministério da Ciência, Tecnologia, Inovações e Comunicações.
O conselho é composto por:
- 13 membros permanentes: ministros, incluindo o da Ciência, Tecnologia, Inovações e Comunicações, Casa Civil e Defesa;
- Oito representantes titulares (e 8 suplentes) de produtores e usuários de Ciência e Tecnologia, como o ex-presidente da Academia Brasileira de Ciências (ABC), Eduardo Moacyr Krieger e o empresário Jorge Gerdau Johannpeter (presidente do Grupo Gerdau);
- Seis representantes de entidades nacionais representativas de setores de ensino, pesquisa e Ciência e Tecnologia, como o presidente da ABC e da Sociedade Brasileira para o Progresso da Ciência (SBPC).

### Ordem Nacional do Mérito Científico
Foi instituída em 1993 e premia personalidades nacionais e estrangeiras que se distinguiram por relevantes contribuições à Ciência e à Tecnologia. O Grão-mestre é o Presidente da República e o Chanceler, o Ministro da Ciência, Tecnologia, Inovações e Comunicações. Além deles, participam do conselho os Ministros das Relações Exteriores, do Desenvolvimento, Indústria e Comércio Exterior e da Educação.

### Estratégia Nacional de Ciência, Tecnologia e Inovação (ENCTI 2016-2022)
É o documento que visa a nortear ações que contribuam para o desenvolvimento nacional por meio de iniciativas que valorizem o avanço do conhecimento e da inovação. Tem em seu conteúdo a ênfase focada na excelência científica e tecnológica, na consolidação da indústria inovadora e na capacidade de enfrentar com conhecimento os desafios impostos à sociedade. A ENCTI elenca 12 temas estratégicos: aeroespacial e defesa; água; alimentos; biomas e bioeconomia; ciências e tecnologias sociais; clima; economia e sociedade digital; energia; minerais estratégicos; nuclear; saúde e tecnologias convergentes e habilitadoras. A estratégia coaduna-se com o alcance dos 17 Objetivos de Desenvolvimento Sustentável.

### Semana Nacional de Ciência e Tecnologia (SNCT)
A Semana Nacional de Ciência e Tecnologia (SNCT) foi instituída pelo Decreto Presidencial de 9 de junho de 2004 e é realizada sempre no mês de outubro sob a coordenação do MCTIC, por meio da Coordenação-Geral de Popularização e Divulgação da Ciência (CGPC/SEPED) e conta com a colaboração de secretarias estaduais e municipais, agências de fomento, espaços científico-culturais, instituições de ensino e pesquisa, sociedades científicas, escolas, órgãos governamentais, empresas de base tecnológica e entidades da sociedade civil. A SNCT tem o objetivo de aproximar a Ciência e Tecnologia da população, promovendo eventos que congregam centenas de instituições a fim de realizarem atividades de divulgação científica em todo o País. A ideia é criar uma linguagem acessível à população, por meios inovadores que estimulem a curiosidade e motivem a população a discutir as implicações sociais da Ciência, além de aprofundarem seus conhecimentos sobre o tema.